# الخط الأخضر (مترو دبي)

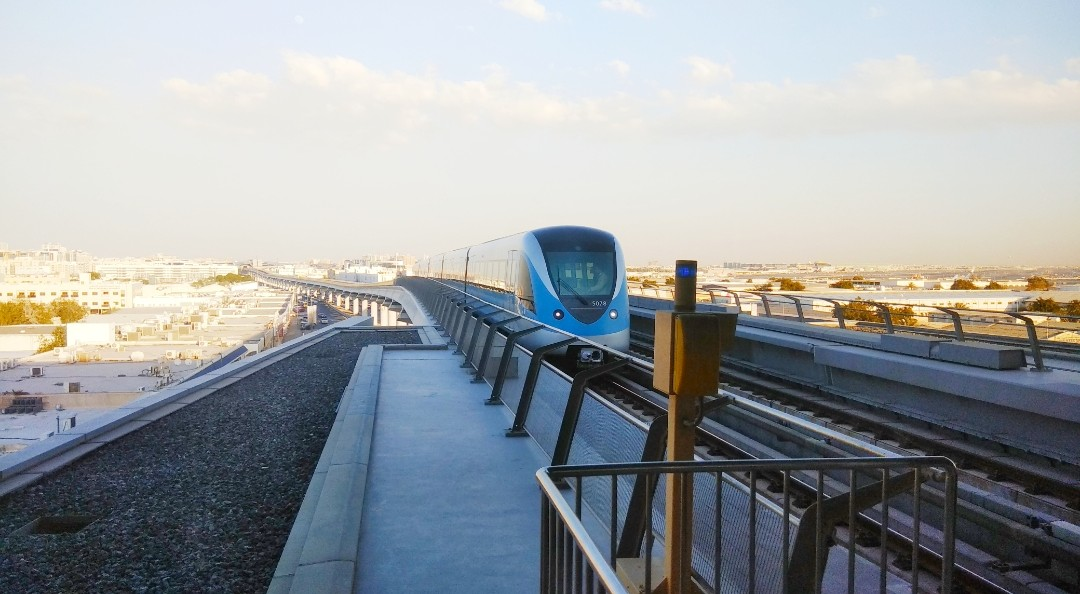
الخط الأخضر (مترو دبي)

الخط الأخضر هو أحد خطوط قطارات الركاب التابعة لشبكة مترو دبي في الإمارات العربية المتحدة، إكتمل بناؤه في مارس 2010، حيث يضم 20 محطة (20 تم بناؤهم)، بطول 22.5 كم على امتداد خور دبي.

## إحصاءات
- يضم 20 محطة، 18 جديدة، 12 منها مرفوعة على جسور، و 6 تحت الأرض.
- يمتد بطول 22.5 كم، منها 7.9 كم تحت الأرض.
- معدل السرعة حوالي 90 كم/ساعة.
- التوقف في كل محطة سيستغرق حوالي 20-30 ثانية.
- يخدم الخط 25 قطاراً (بدون سائق).

## محطات مهمة
توفر محطتا الاتحاد وبرجمان خدمة الانتقال بين الخطوط، حيث أنه في كل من المحطتين يلتقي الخط الأحمر والخط الأخضر. مستودع القاطرات الرئيسي سيكون في محطة الاتصالات.

## التوسعة
توسعة الخط الأخضر قد تم الموافقة عليها سابقاً، حيث أنه في التصاميم الأولية، كان طول الخط 17.6 كم لينتهي عند محطة مدينة دبي الطبية، أما في التصميم الحالي، فقد تم زيادة الطول إلى 22.5 كم، ليمتد إلى محطة الخور.

المسار الأخضر في مترو دبي

## محطات المترو على الخط الأخضر
يبدأ مسار الخط الأخضر من منطقة القصيص حتى خور دبي في منطقة الجداف من خلال المحطات التالية:
- اتصالات
- القصيص
- المنطقة الحرة بمطار دبي
- النهدة
- الاستاد
- القيادة
- أبو هيل
- أبو بكر الصديق
- صلاح الدين
- الاتحاد
- بني ياس
- سوق الذهب
- الراس
- الغبيبة
- شرف دي جي
- برجمان
- عود ميثاء
- مدينة دبي الطبية
- الجداف
- الخور

## المناطق السكنية القريبة من الخط الأخضر لمترو دبي
تقع بالقرب من محطات الخط الأخضر لمترو دبي كل من مناطق القصيص والنهدة والغبيبة والفهيدي ومدينة دبي الطبية وعود ميثاء والجداف وأبوهيل.